# Église Saint-François d'Annonay
L'église Saint-François d'Assise est érigée dans la commune d'Annonay, département de l'Ardèche en région Auvergne-Rhône-Alpes. Son architecture de style néo-gothique est l'œuvre de l'architecte Joseph Seguin. L'édifice est situé dans le centre d'Annonay, place Saint-François.

## Historique
Les documents cités dans la bibliographie de l'article permettent d'établir la chronologie suivante :
- 1854 : Visite pastorale de Mgr Joseph Hippolyte Guibert, évêque de Viviers. Constat du besoin de développement des infrastructures paroissiales face au doublement en cinquante ans du nombre de catholiques annonéens.
- 1856 - 1859 : Création de la paroisse Saint-François d’Assise. La chapelle de l'ancien couvent des Cordeliers (actuel Théâtre du Bassin d’Annonay) sert d’église paroissiale.
- 1863 : Bénédiction et pose de la première pierre de l’église Saint-François (19 avril).
- 1866 : Consécration de cette église (12 août)[1].
- 1867 : Bénédiction de deux cloches.
- 1876 : Prise de décision quant à l'installation de l’orgue actuel.
- 1877 : Mise en place du chemin de croix.
- 1899 : Mise en place des stalles.
- 1926 : Première restauration intérieure.
- 1933 : Bénédiction de trois cloches et installation d’une horloge.
- 1965 - 1970 : Première modification du chœur pour être en accord avec les dispositions prises lors du Concile Vatican II.
- 1982 : Deuxième restauration intérieure. Réaménagement du chœur et création de la chapelle du Saint-Sacrement.
- 1994 : L’église est désignée comme "église centre" de l’ensemble inter-paroissial (E.I.P.) d’Annonay : une structure rassemblant les paroisses catholiques annonéennes.
- 2003 : Création de la paroisse « Sainte-Claire » d’Annonay, de Roiffieux et de La Vocance par fusion des paroisses catholiques existantes (1er janvier)
- 2009 : Spécialisation cultuelle des églises catholiques d’Annonay : Saint-François devient un lieu de célébration au quotidien. À ce titre y sont célébrées des messes dominicales, en semaine, des confessions, des baptêmes... L'église accueille des temps de prière divers (chapelet, adoration eucharistique...) et une partie des funérailles des catholiques annonéens. Entre les célébrations et temps de prière l'église est aussi ouverte librement, pour une visite, une prière[2]…
- 2012 : Ouverture de l'édifice dans le cadre de la « Nuit des églises » en lien avec la Conférence des évêques de France.
- 2014 : En raison de sa proximité avec la " Maison paroissiale ", distante d'une dizaine de mètres, la spécialisation cultuelle de l'église est confirmée[2]…
- 2017 :
  - Remise en état du fonctionnement des cloches (avril).
  - Création de l'association " Renouveau des orgues d'Annonay " dont l'objet premier est " la rénovation et les réparations rendues urgentes par leur état des orgues à tuyaux installés dans les églises Saint-François, Notre-Dame, Saint-Joseph de Cance appartenant à la municipalité d’Annonay et affectées au culte catholique " (20 juin)[3],[4].
- 2018 : Inscription de deux tableaux au titre d'objets parmi les « Monuments historiques » (24 mai).
- 2020 : Ouverture de l'église dans le cadre des Journées européennes du patrimoine » en partenariat avec Annonay Rhône Agglo. Découverte libre de l'édifice et de son orgue (septembre).
- 2021 : Création de la paroisse « Bienheureux Gabriel Longueville » du Bassin d'Annonay par fusion des paroisses « Sainte-Claire » d’Annonay, de Roiffieux et de La Vocance et « Saint-Christophe lès Annonay » (1er mai)[5].

## Description générale
L’église Saint-François d’Assise a été construite dans le plus pur style néo-gothique rappelant le gothique du XIIIe siècle. L’édifice, en forme d’une croix latine, mesure 46 m de long pour 15,20 m de large et 24,50 m dans le transept. Sa surface est comprise entre 700 et 800 m2. Le clocher mesure 50 m de haut.

## Vocable

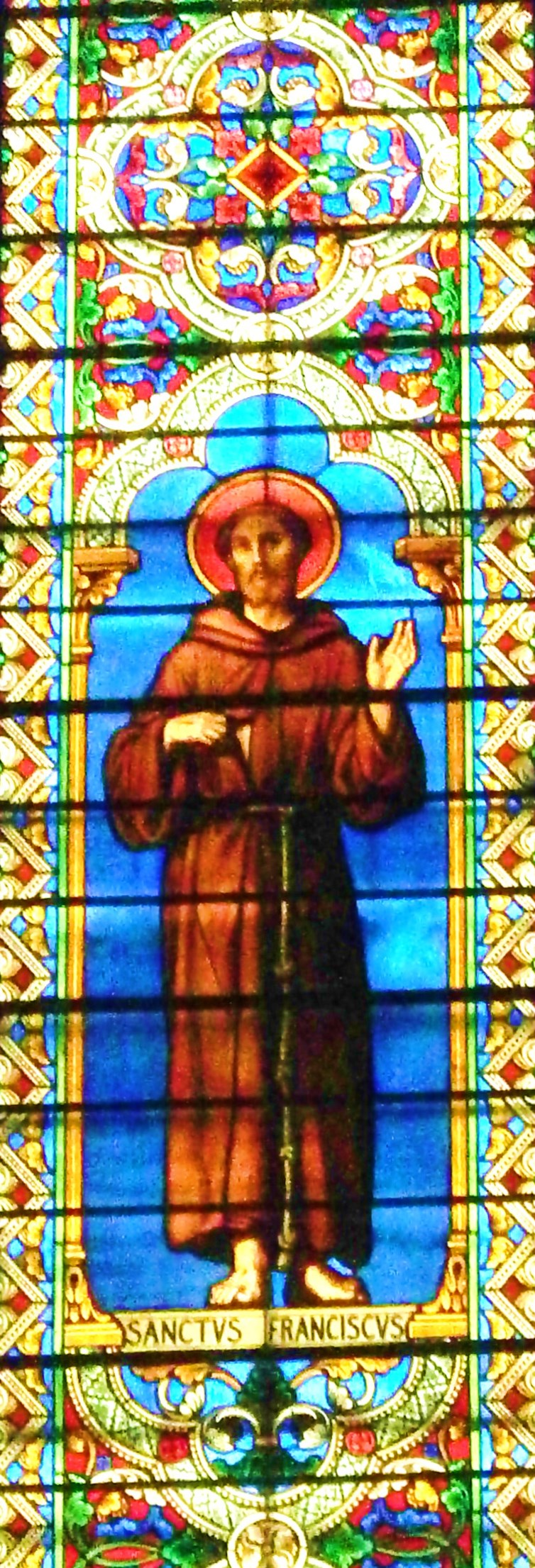
Annonay, vitrail "Saint François d'Assise", église Saint-François.

Saint François d’Assise a été choisi comme patron en raison de sa situation : entre les emplacements des anciens couvents des franciscains ou cordeliers et des clarisses fondés aux XIIIe et XIVe siècles.

## Visite de l'édifice

### Le sanctuaire
Plusieurs éléments aux fonctions liturgiques précises sont présents.
Le siège de présidence est assorti à l’ensemble des bancs de l’église.
Un ensemble contemporain installé en 1982, a été réalisé par Philippe Kaeppelin (1918 - 2011). Il comprend :
- La Croix du Christ
- L’ambon. Sa décoration s’inspire du buffet d’orgue qui se trouve dans l’abside.
- L’autel, en bois sculpté, est recouvert d’étain et d’or. Sur son pied nous remarquons quatre têtes figurant les symboles des quatre évangélistes. Cette décoration s’inspire du portail principal.
- Le tabernacle de la chapelle du Saint-Sacrement.

### Vitraux
L’ensemble des vitraux de l’église porte la signature du vitrailliste lyonnais Jean-Baptiste Barrelon (1818-1885), établi à l’époque de la construction de l’église à Grigny (Rhône). Ils représentent en partie de l’histoire du quartier.
Des vitraux éclairent l’abside de l’église sous la forme de portraits en pied. Au centre : Saint François d’Assise, patron de l’église (photo de l'article). À gauche, Saint Basile le Grand évoque la Congrégation de Saint Basile, tutelle d’un collège du quartier (Collège du Sacré-Cœur). À droite Saint Étienne, rappelle le souvenir d’Étienne Frachon, maire d’Annonay à l’époque de la construction de l’édifice.
Dans les bras du transept se trouvent des fenêtres géminées décorées par des verrières représentant : Le Saint-Cœur de Marie, Le Sacré-Cœur de Jésus, sainte Claire et sainte Angèle de Merici.

### Sculptures

#### Statues
- Sainte Vierge datant du dernier quart du XXe siècle.
- Saint Joseph datant du dernier quart du XIXe siècle.
- Sainte Thérèse de l’Enfant Jésus ou de Lisieux.
- Saint Jean-François Régis
- Sainte Jeanne d’Arc
- Saint Antoine de Padoue.
- Saint Jean-Marie Vianney, curé d’Ars.
- Saint Roch.
- Saint François d’Assise datant du dernier quart du XIXe siècle.

#### Bas-reliefs
- Tympan du portail principal sculpté en 1867 par Henri Varnier : Le Christ dictant la Bonne Nouvelle aux quatre évangélistes.
- Bas-relief de l’ancien maître-autel, œuvre du sculpteur Paul-Émile Millefaut (1848 - 1907) : Saint François d’Assise, patron de l’église, soutient Jésus en croix entouré de deux anges.
- Bas-relief en plomb repoussé de la chapelle du Saint-Sacrement :Le Christ Ressuscité. Œuvre de Philippe Kaeppelin (1918 - 2011) datant de 1982.

#### Autres éléments sculptés
- Première pierre de l’édifice placée dans le contrefort du bas-côté droit de la façade principale. Une croix et la date de 1863 y sont gravées.
- Plaque de marbre rappelant la consécration de l’église le 12 août 1866, située dans un des bas-côtés.

Voici sa transcription : « D - O - M - IN HONNOR - B - FRANCISCI ASSISI HVIVS PAROCHIAE NVPER CREATAE PATRONI SACR - HAS AEDES POPVLI CLERIQ - OPTIMVMQ - VRBIS MVNIFICO SUMPTV AEDIFICATAS RIT - SOLEMNI CONSECRAVIT RR - DD - LVD - DELCVSI EP - VIVAR RR - DD - IOS - DABERT EP - PETROCOR ASSISTENTE AN - MDCCCCLXVI DIE XII AVGVSTI D - STEPH - FRACHON AEDILITATIS ANNONAEE NSIS PRINCIPE DD - FR - BLACHIER ET REGIS ROVVEVRE OPERAE PRIMICERIS M - HENRI BOVRGEAC PRB - PAROCH - D - D - JOSEPH SEGVIN »
et sa traduction : « A DIEU TRES BON TRES PUISSANT, EN HONNEUR DE SAINT FRANCOIS D’ASSISE, PATRON DE CETTE PAROISSE, RECEMMENT CREEE. CET EDIFICE SACRE, CONSTRUIT GRACE AUX DONS GENEREUX DU PEUPLE ET DU CLERGE ET DES NOTABILITES DE LA VILLE, A ETE SOLENNELLEMENT CONSACRE PAR MGR LOUIS DELCUSI, EVEQUE DE VIVIERS, EN PRESENCE DE MGR JOSEPH DABERT EVEQUE DE PERIGUEUX LE 12 AOUT 1866. M ETIENNE FRACHON, MAIRE D’ANNONAY, M M FRANCOIS BLACHIER ET REGIS ROUVEURE MARGUILLIERS, M HENRI BOURGEAC, CURE DE LA PAROISSE,ARCHITECTE : M JOSEPH SEGUIN ».

#### Chemin de croix
Le chemin de croix (1877), série de quatorze hauts-reliefs, est l’œuvre du statuaire Zoffl.

### Tableaux
Deux scènes de l’Ancien Testament, provenant de la chapelle du couvent des Cordeliers d’Annonay, prennent place dans l’église. Un affichage disposé à proximité dans les années 1990 leur donnait pour titre :
- Judith, femme Juive de Béthulie visite le général assyrien Holophenne qui assiège la ville,
- Judith a tranché la tête du général assyrien pendant son sommeil. Elle la présente à la foule de Béthulie qui l’acclame.

Ces tableaux ont été inscrits au titre d'objets parmi les « Monuments historiques » le 24 mai 2018. A cette occasion ils ont fait l'objet d'études approfondies. Il s'agit de toiles provenant de l'atelier du peintre Luca Giordano et ont été créées entre le dernier quart du XVIIe siècle et le premier quart du XVIIIe siècle. Leur titre ont été alors revus et sont :
- La Rencontre de David et Abigaël,
- Le Triomphe de David[7],[8].

À cela s’ajoutent une piéta, offerte par Napoléon III en 1869 et un Saint François d’Assise, copie d’un tableau de Francisco de Zurbarán (1598 - 1664) peint vers 1659, l’original se trouvant au Musée des beaux-arts de Lyon.

### Orgues
L’orgue est signé Joseph Merklin (1819-1905), un concurrent direct d’Aristide Cavaillé-Coll (1811-1899) auteur notamment du grand orgue de l'église Notre-Dame d’Annonay. Placé à partir de 1876 et agrandi en 1889, son inauguration solennelle a eu lieu le 26 octobre de la même année. Il a été relevé en 1912, 1931 et 1967 date des derniers travaux sur l’instrument. Lors de la mise en place des stalles en 1899, son buffet avait été surélevé… Il est composé de 784 tuyaux.

### Cloches
Le clocher en abrite quatre :
- Françoise Marie, fondue par la maison Guillet Père et Fils de Lyon, a été bénite le 5 juin 1867. Elle pèse 1 050 kg et son diamètre est de 1,20 m. Elle donne un mi.
- Anne, fondue par la maison Paccard, a été bénite le 22 octobre 1933. Elle pèse 760 kg et son diamètre est de 1,07 m. Elle donne un fa dièse.
- Marie-Cécile, fondue par la maison Guillet Père et Fils de Lyon, a été bénite le 5 juin 1867. S’étant fêlée, elle a été refondue par la maison Paccard. Elle a été bénite de nouveau le 22 octobre 1933, son diamètre est de 0,96 m et pèse 530 kg. Elle donne un sol dièse.
- Madeleine, fondue par la maison Paccard, a été bénite le 22 octobre 1933. Elle a un diamètre de 0,80 m, pèse 325 kg et donne un si.

## Chronologie des curés

### 1859 – 1971
Un curé et des vicaires ont la charge de la paroisse dont le territoire correspond au quartier.

### 1971 – 2003
Une équipe presbytérale dont les membres sont « curés in solidum » (responsables solidairement) a la charge de l’ensemble des paroisses catholiques d’Annonay, de Roiffieux et de Vidalon.

### 2003 – 2021
Avec la création de la paroisse Sainte-Claire dont le territoire comprend Annonay, Roiffieux et la vallée de La Vocance, une équipe d’animation pastorale (E.A.P.) composée de laïcs en mission et de prêtres nommés « curés in solidum » à la charge de la paroisse nouvelle.

### Depuis 2021
Avec la création de la paroisse « Bienheureux Gabriel Longueville » dont le territoire correspond au bassin de vie d'Annonay, une équipe d’animation pastorale (E.A.P.) présidée par un prêtre nommé « curé » à la charge de la paroisse nouvelle.